# Juolkuselkä
Juolkuselkä är en kulle i Finland. Den ligger i Sodankylä i landskapet Lappland, i den norra delen av landet, 900 km norr om huvudstaden Helsingfors. Toppen på Juolkuselkä är 302 meter över havet.
Terrängen runt Juolkuselkä är huvudsakligen platt. Trakten runt Juolkuselkä är nära nog obefolkad, med mindre än två invånare per kvadratkilometer.